# Salah El Mahdi

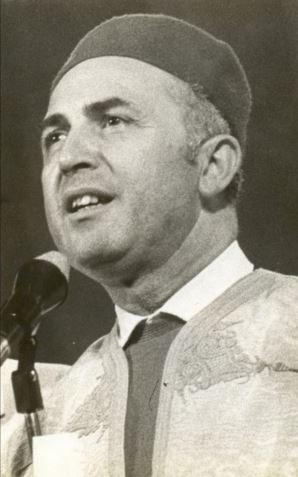
Musiker Salah El Mahdi 1970

Salah El Mahdi (auch Mohamed Salah Ben Abderrahmane Ibn Mehdi Chérif, arabisch صالح بن عبد الرحمان بن محمد المهدي الشريف, DMG Ṣāliḥ b. ʿAbd ar-Raḥmān b. Muḥammad al-Mahdiy al-Šarīf; * 9. Februar 1925 in Tunis; † 12. September 2014) war ein tunesischer Musikwissenschaftler, Musiker und Komponist.

## Leben
El Mahdi stammte aus einer musikalischen Familie; bei seinem Vater, einem Musiklehrer, versammelte sich die Elite tunesischer Musiker wie auch Musiker aus dem Ausland. Nach der Schulausbildung und einem musikwissenschaftlichen Studium an der Universität Ez-Zitouna ab 1941 setzte er seine Ausbildung an der juristischen Fakultät der nationalen Verwaltungshochschule fort. Später promovierte er an der Universität Poitiers. Daneben war er ab dem Alter von 18 Jahren Musikpädagoge am Rasbidia-Institut, das er ab 1949 leitete. Seit 1951 war er als Richter tätig. Von 1957 bis 1979 war er in der tunesischen Regierung für den Aufbau einer musikalischen Ausbildung zuständig und gründete das Konservatorium seiner Geburtsstadt, das er auch leitete. Zudem initiierte er das tunesische Sinfonieorchester sowie eine nationale Ausbildungsstätte für die Psalmodie des Koran. Daneben war er international in der UNESCO und für das Forschungszentrum für islamische Geschichte, Kunst und Kultur tätig.
Als Musiker war er vor allem als Neyspieler bekannt; zahlreiche seiner Auftritte wurden vom Rundfunk gesendet. Er komponierte die erste tunesische Nationalhymne Ala Khallidi, aber auch zahlreiche weitere Werke, Lieder ebenso wie sinfonische Werke. Auch war er an der Ethno-Jazz-Produktion Noon in Tunisia (1967) beteiligt und ging anschließend immer wieder mit George Gruntz auf Tournee. Als Musikwissenschaftler beschäftigte er sich ländervergleichend mit der Arabischen Musik.

## Buchveröffentlichungen
- La Musique arabe: Structures, Historique et Organologie. 1972